# Gustav Havemann
Gustav Havemann   (Güstrow, 15 de març de 1882 - Schöneiche, 2 de gener de 1960) va ser un violinista alemany i de 1933 a 1935 cap del Reichsmusikerschaft al Reichsmusikkammer.
Nascut a Güstrow, Havemann va aprendre primer a tocar el violí del seu pare, el músic militar Johann Havemann. Fins i tot abans d'assistir a l'escola va actuar en un concert. Després de la mort del seu pare, va ser educat més pel marit de la seva germana Frieda, el director musical Ernst Parlow, fill d'Albert Parlow, i també per Bruno Ahner, i va tocar a l'orquestra de la cort de Schwerin abans d'anar a la Universitat der Künste Berlin el 1898, on un dels seus importants professors era Joseph Joachim. Des del 1900 va ser concertista a Lübeck, el 1905 concertista a la cort a Darmstadt i Hamburg, el 1911 va passar a ser professor al Conservatori de Leipzig i va ser concertista a l'òpera de la cort de Dresden del 1915 al 1921. Després de la mort d'Henri Petri es va convertir en el primer violí del Quartet de corda de Dresden de la Capella Reial (antic Quartet Petri). El 1914 va néixer el seu fill Wolfgang, que més tard va participar en l'organització de resistència antifeixista "Rote Kapelle". El 1916 va ser guardonat amb l'Orde d'Art i Ciència pel Gran Ducat de Mecklenburg-Strelitz. Del 1921 al 1945 va exercir de professor a la "Hochschule" de Berlín i, de 1951 a 1959, va ensenyar a la "Hochschule für Musik" alemanya de Berlín (RDA).
A principis de la dècada de 1920 va fundar el Havemann String Quartet amb Georg Kühnau, Hans Mahlke i Adolf Steiner i va fer concerts internacionals. El repertori anava des del clàssic fins al modern, incloent peces d'Alban Berg (estrena (?) Quartet de corda op. 3 el 2 d'agost de 1923) o Alois Hába. Després que Georg Kühnau deixés el quartet el 1931, l'ara anomenat Havemann Trio va tocar el trio de corda d'Adolf Brunner a Coburg el 7 de juny del mateix any. El 1925 Havemann era membre de l'associació d'artistes Novembergruppe.
La violinista Bertha Havemann, nascuda Fuchs (1892 - 1931), es va convertir en alumne de Havemann a Darmstadt de jove i en la seva segona esposa el 1913 a Keitum on Sylt. Quatre fills van néixer en aquest matrimoni el 1921. Bertha Fuchs era filla de Theodor Fuchs, després alcalde de Jena.
El 1931, Havemann es va casar amb la seva tercera dona, Ingeborg Harnack, la germana del combatent de la resistència posterior, que recentment es va divorciar de l'artista Johannes Ilmari Auerbach Arvid i Falk Harnack. Havemann era membre del moviment Völkisch, antisemita "Kampfbund für deutsche Kultur". El 1932 va ingressar al NSDAP amb el número 1.179.504). Amb el seu cunyat Arvid Harnack, hi havia freqüents disputes sobre la "convicció de la missió de Hitler" de Havemann. Del 1932 al 1935 Havemann va dirigir l'Orquestra de Berlín Kampfbund, que va fundar i que va ser rebatejada com a "Landesorchester des Gaues Berlin" el 1934.

Després de la presa del poder dels nazis, va escriure al "Deutscher Konzertgeberbund" el 2 d'abril de 1933: 
| « | <"El Kampfbund für deutsche Kultur sabrà com evitar que la influència jueva romangui a la vida musical d'Alemanya"> | » |

. A més, va treballar intensament en el "Gleichschaltung" de la vida musical alemanya, especialment des que havia esdevingut membre del Consell Presidencial del Reichsmusikkammer el novembre de 1933. Després de la mort del president del Reich, Paul von Hindenburg, va ser un dels els signants de la Crida dels creadors culturals a l'agost de 1934 al referèndum alemany de 1934 sobre la fusió dels despatxos del president del Reich i del canceller del Reich. També va figurar a la "Das Deutsche Führerlexikon", un manual oficial de celebritats de NS des de 1934.
Segons una entrada al diari de Joseph Goebbels del 5 de juliol de 1935, però, el dia que va acomiadar Havemann: Havemann va ser acomiadat per haver fet una declaració per Hindemith. i després va ingressar a la llista de bolxevites musicals de la comunitat cultural nazi.
Un altre relat dels incidents afirma que Havemann no va ser en cap cas destituït per Goebbels. Després que Havemann s'hagués defensat no només per Hindemith, sinó també per a músics d'origen jueu, que, per a la seva molèstia, havien estat apartats de la seva orquestra i substituïts per músics de segon ordre conformats amb el partit, es diu que va llançar el seu despatx als peus de Joseph Goebbels el 1935 enfurismat. Com que no es va permetre que això es fes públic, el ministre de Propaganda va fer publicar una versió als diaris de l'endemà, que afirmava que Havemann havia estat destituït del seu càrrec per incompetència.
Segons una altra versió, Gustav Havemann va deixar el Reichsmusikkammer el febrer de 1936 amb l'explicació oficial que això no era "en cap cas difamatori, sinó purament factual". El comentari s'havia fet necessari perquè Havemann havia estat acusat d'alcoholisme. El seu compromís amb Hindemith anteriorment també havia estat la caiguda de Wilhelm Furtwängler.
Des de 1942 Havemann va escriure diversos articles per a la revista "NS Das Reich" controlada per Goebbels.
Des de 1950 Havemann va ensenyar a la "Musikfachschule Cottbus", des de 1951 a la "Musikhochschule Hanns Eisler" de Berlín Oriental. Va morir el gener de 1960 a Schöneiche, prop de Berlín, als 77 anys.

## Treball
Havemann va escriure un concert per a violí, op. 3 (1939) i va publicar diverses obres didàctiques per a violí:
- Era ein Geiger wissen muss.[7] (1921)
- Die Violintechnik bis zur Vollendung.[8] (1928)